# Чертов, Анатолий Агеевич
Анатолий Агеевич Чертов (14 января 1920, Екатеринбургская губерния — октябрь 1944) — разведчик 955-го стрелкового полка, красноармеец. Герой Советского Союза.

## Биография
Родился 14 января 1920 года в селе Раздольное (ныне — Камышловский район Свердловской области).
Вместе с родителями в 1928 году переехал в город Первоуральск, а затем в село Аромашево Тюменской области.
Окончил 4 класса и школу фабрично-заводского обучения. Работал на заводе в городе Нижний Тагил.
В Красной Армии с мая 1941 года. На фронте в Великую Отечественную войну с июля 1941 года.
Разведчик 955-го стрелкового полка красноармеец Чертов в ночь на 22 сентября 1943 года в составе штурмовой группы под командованием старшего лейтенанта И. К. Северина одним из первых переправился на правый берег Днепра в районе села Монастырёк. Разведчики вступили в бой с превосходящими силами противника и своими действиями способствовали закреплению на захваченном рубеже. Противник бросил в контратаку более роты солдат. Используя трофейные пулемёты, гранаты, разведчики отразили атаку. Успешные действия штурмовой группы позволили полку произвести форсирование реки. В этом бою Чертов был ранен, но остался в строю.
Указом Президиума Верховного Совета СССР от 23 октября 1943 года за мужество, отвагу и героизм красноармейцу Чертову Анатолию Агеевичу присвоено звание Героя Советского Союза.
После излечения в госпитале Чертов в свою дивизию не попал, а был направлен в 1-й Красноградский механизированный корпус, где получил звание сержанта и был назначен на должность командира отделения мотострелковой роты 35-й механизированной бригады. Летом 1944 года он участвовал в операции «Багратион» — глубоком рейде конно-механизированной группы по территории Белоруссии с освобождением городов Слуцк, Барановичи, Пружаны, Брест.
В августе 1944 года, уже на территории Польши, Чертову было присвоено воинское звание старшего сержанта. Он участвовал в боях за город Вышкув и на реке Нарев в районе города Пултуск. Здесь в одном из боёв в начале октября 1944 года старший сержант Чертов погиб.
Похоронен Герой на месте боёв в районе польского города Пултуск.
Мемориальная доска установлена в селе Раздольное. Его имя увековечено в групповом обелиске в городе Камышлов.
Награждён орденом Ленина.